# Trekking

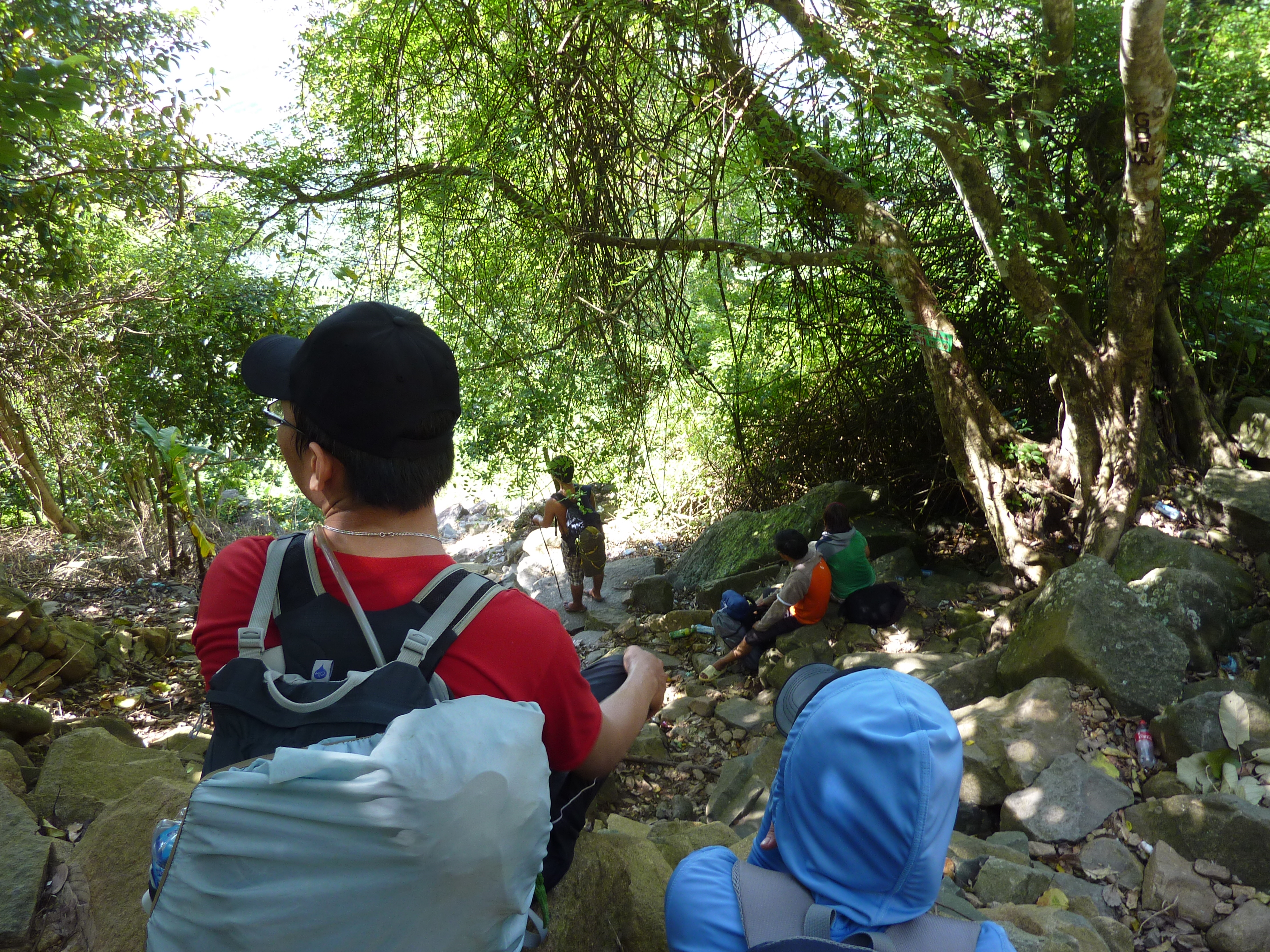
Một nhóm bạn trẻ leo núi ở núi Bà Đen, Tây Ninh, Việt Nam

Trekking có nghĩa là đi bộ dài ngày là một hình thức du lịch mạo hiểm dã ngoại ngoài trời ở những nơi hoang dã. Người trekking chỉ có phương tiện di chuyển duy nhất chính là đôi chân của mình. Phải đi bộ, thường thì phải tự mang vác đồ và đi vào rừng, núi, bản làng xa trung tâm không có phương tiện giao thông; mất nhiều thời gian, vất vả, thậm chí là nguy hiểm. Những chặng đường đi trekking thường rất hoang dã nhưng cũng nhiều thú vị bất ngờ. Trekking giúp rèn luyện thân thể, có ích cho sức khỏe, thách thức cảm giác được chinh phục và hòa mình vào thiên nhiên hoang dã. Xin đừng nhầm lẫn trekking với leo núi.

## Thuật ngữ

Một chuyến trekking tại Núi Chúa, Ninh Thuận

Thuật ngữ trekking có nguồn gốc từ ngôn ngữ Afrikaans về sau trở thành một từ trong ngôn ngữ tiếng Anh vào giữa thế kỷ 19, có nghĩa là một hành trình đi bằng chân kéo dài và gian khổ. Trong tiếng Việt, từ tương đương là "đi vã".

## Kinh nghiệm trekking
- Vật dụng mang theo:

Lều trại, võng liền mùng (màn), dây dù, tấm trải, túi ngủ, dao đi rừng, bật lửa, nồi niêu, máy định vị GPS, la bàn, bản đồ...
Thuốc diệt khuẩn nước, dầu gió, hạ sốt, đau bụng, kháng sinh, bông băng, thuốc đỏ, cồn y tế, kem chống muỗi, vắt, viên C sủi
Thức ăn loại dễ bảo quản, nhiều năng lượng như ruốc khô (chà bông), xúc xích, đồ hộp, mỳ tôm, bánh quy, kẹo, sô cô la,
Nón rộng vành, hoặc nón có che tai, áo dài tay, quần leo núi chuyên dụng hoặc quần ka ki mỏng, giày leo núi chuyên dụng hoặc giày bộ đội cổ cao, tất (vớ) dày, gậy leo núi, bảo vệ khớp gối, bảo vệ mắc cá chân, áo khoác, áo len giữ ấm, mũ trùm đầu...
- Di chuyển trên đường:

Di chuyển theo cự ly để có thể hỗ trợ nhau trong trường hợp có sự cố, không nên tách ra đi một mình.
Uống nước vừa phải, không nên uống quá nhiều dẫn đến chóng mệt mỏi.
Nên hạ trại bên cạnh nguồn nước, đốt một đống lửa to và duy trì ngọn lửa suốt đêm.
Nghiên cứu bản đồ khu vực, tính toán khoảng cách di chuyển hợp lý để không rơi vào tình huống nguy hiểm. Xem trước dự báo thời tiết. Chuẩn bị giấy giới thiệu nếu khu vực biên giới hoặc khu bảo tồn.
- Khi đi qua suối:

Trước khi qua suối bạn nên kiểm tra dòng nước kỹ càng. Hãy di chuyển qua suối khi xác định được mực nước và độ chảy xiết có thể băng qua được. Bạn nên sử dụng các dụng cụ hỗ trợ chuyên dụng như dây thừng, phao để hỗ trợ qua suối phòng trường hợp nước lũ đổ về.

## Những khu vực trekking nổi tiếng ở Việt Nam
- Miền Bắc:

_Khu bảo tồn thiên nhiên Pù Luông (Thanh Hóa)
_Rừng Quốc gia Hoàng Liên (Lào Cai): nơi có đỉnh Fansipan cao nhất Đông Dương

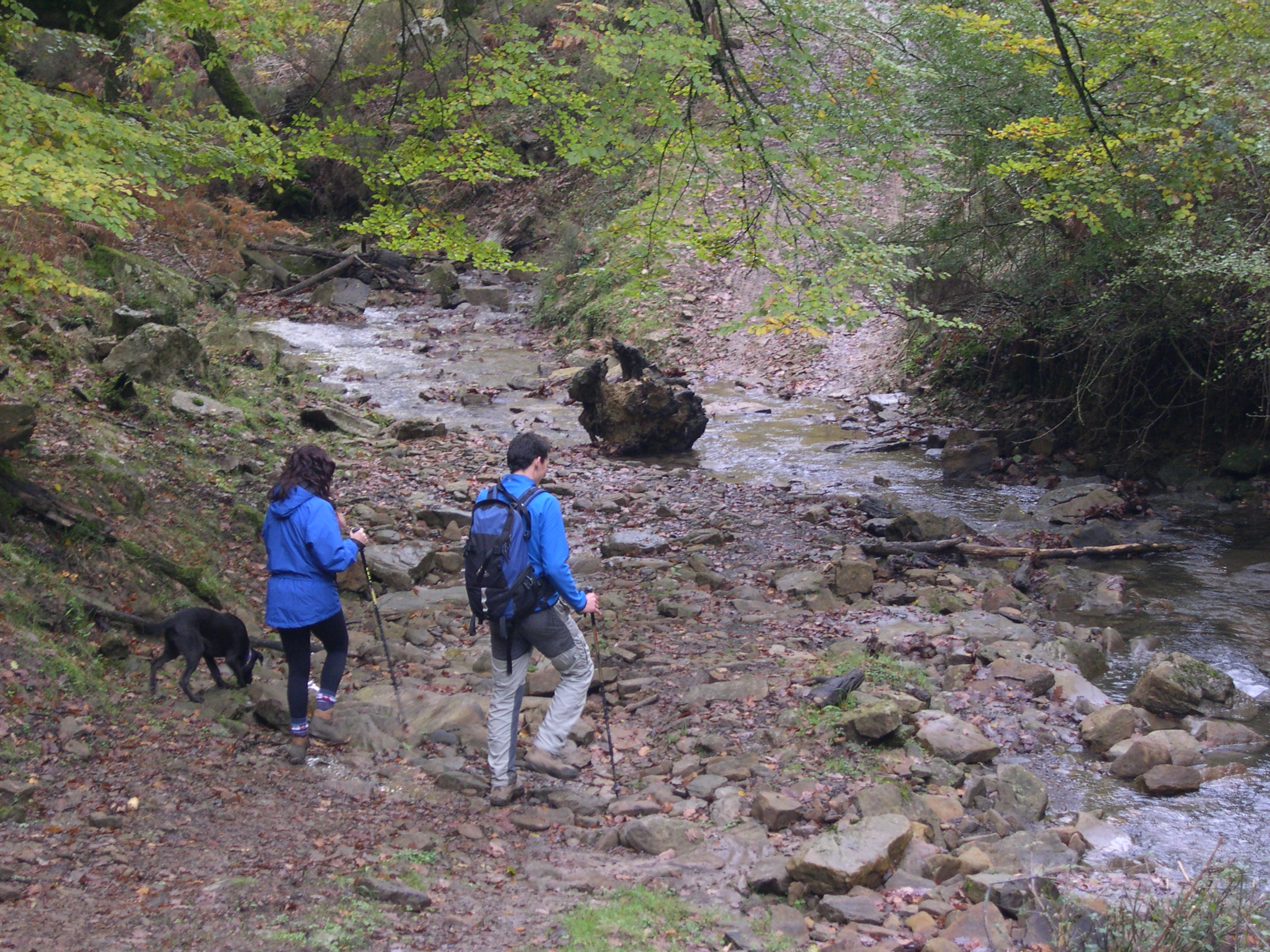
Trekking tại công viên Gorbea, phía nam Biscay ở xứ Basque, Tây Ban Nha.

_Núi Yên Tử, Quảng Ninh
_Tam Đảo, Vĩnh Phúc
- Miền Trung:

_Núi Bạch Mã, Thừa Thiên, Huế
_Hòn Bà, Nha Trang
_Núi Chúa, Ninh Thuận
- Miền Nam:

_Núi Bà Đen, Tây Ninh

## Những khu vực trekking nổi tiếng trên thế giới
Khu vực trekking nổi tiếng ở Nepal là Annapurna, Dolpo, Langtang, Manaslu, Kangchenjunga đỉnh Everest. Các khu vực trekking nổi tiếng ở Ấn Độ là Chandra Taal, Gomukh, Hemkund, Kafni Glacier, Kedarnath, Kedartal, Milam Glacier, Nanda Devi Sanctuary, Pindari Glacier, Richenpong, Roopkund, Sar đèo, Satopanth Tal, Saurkundi đèo, Singalila Ridge....